# Holothele colonica
Holothele colonica là một loài nhện trong họ Theraphosidae.
Loài này thuộc chi Holothele. Holothele colonica được Eugène Simon miêu tả năm 1889.